# Stéphanie Marteau
Stéphanie Marteau (1980-), escritora y periodista independiente francesa. Publica periódicamente en el periódico Le Monde.

## Biografía
Egresada de la Universidad de París, desarrolla su carrera en el campo de la investigación social, tema sobre el que ha publicado numerosos trabajos.
Junto a Sadek Hajji publicó "Voyage dans la France musulmane" (Viaje a la Francia musulmana), en el que se trata el tema de la presencia cultural de los inmigrantes magrebíes en Francia.
El libro plantea las diferentes facetas de esta comunidad, tratando el extremismo religioso. 

## Publicaciones
- 2016: L'Élysée off, El Eliseo en off, Stéphanie Marteau y Aziz Zemouri, Fayard, París, 204 p.ISBN 978-2-213-69902-8.
- 2016: Black, blanc, beur...: la guerre civile aura-t-elle vraiment lieu?, (Negro, blanco, árabe...¿Se producirá realmente la guerra civil?) , Stéphanie Marteau y Pascale Tournier, Albin Michel, París, 210 p.ISBN 978-2-226-17496-3

- 2016: Viaje a la Francia musulmana, Sadek Hajji y Stéphanie Marteau, Plon, París, 296 p.